# Invocations / The Moth and the Flame
Invocations / The Moth and the Flame från 1981 är ett dubbelalbum med improviserad musik skriven och framförd av Keith Jarrett. Invocations är inspelad i november 1980 på benediktinerklostret i Ottobeuren, Västtyskland och The Moth and the Flame på Tonstudio Bauer i Ludwigsburg, Västtyskland i november 1979.

## Låtlista
Alla musik är skriven av Keith Jarrett.

### Cd 1: Invocations
1. First (Solo voice) – 5:21
2. Second (Mirages,Realities) – 8:58
3. Third (Power, Resolve) – 7:32
4. Fourth (Shock, Scatter) – 6:48
5. Fifth (Recognition) – 5:04
6. Sixth (Celebration) – 5:33
7. Seventh (Solo voice) – 3:04

### Cd 2: The Moth and the Flame
1. Part 1 – 6:58
2. Part 2 – 5:36
3. Part 3 – 8:23
4. Part 4 – 8:07
5. Part 5 – 9:42

## Medverkande
- Keith Jarrett – orgel, sopransaxofon (cd 1)
- Keith Jarrett – piano (cd 2)